# Colaspoides vietnamicus
Colaspoides vietnamicus es un coleóptero de la familia Chrysomelidae.
Fue descrita científicamente en 1982 por Kimoto & Gressitt.